# Міністерство закордонних справ Республіки Китай
25°2′20.2″ пн. ш. 121°30′58.78″ сх. д. / 25.038944° пн. ш. 121.5163278° сх. д.
Міністе́рство закордо́нних справ Кита́йської Респу́бліки (Тайва́нь) (кит.: 中華民國外交部; піньїнь: Zhōnghuá Mínguó Wàijiāobù) — центральний орган виконавчої влади Республіки Китай. Відповідає за взаємодію між Китайською Республікою та іншими країнами, за винятком Китайської Народної Республіки (КНР), яка підпадає під юрисдикцію Ради у справах материкового Китаю. Основна мета міністерства полягає в сприянні, розширенні та проведенні двосторонніх міжнародних відносин з іншими країнами. Чинний (2016) міністр закордонних справ Давид Лі.

## Структура

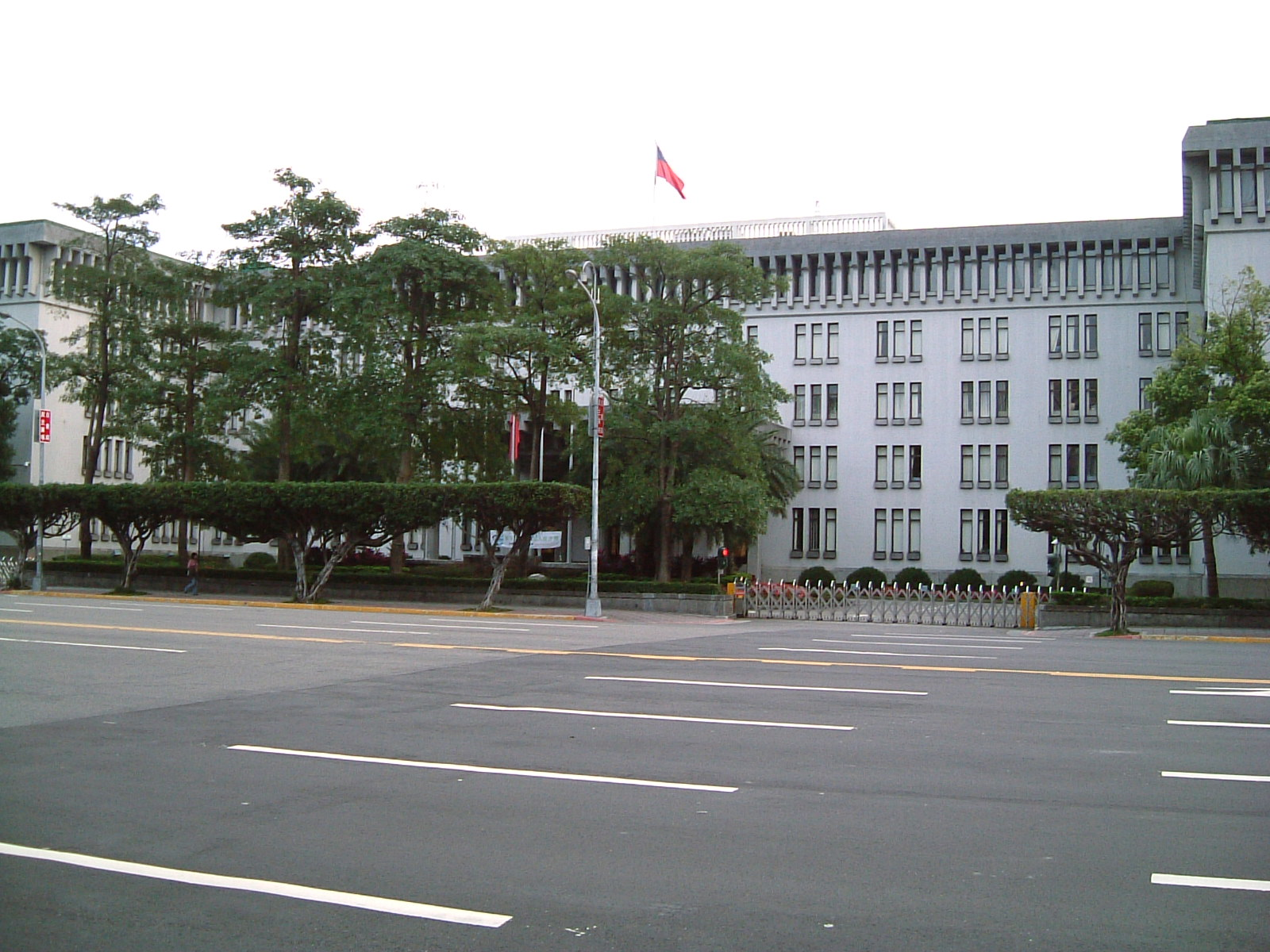
Будівля МЗС РК

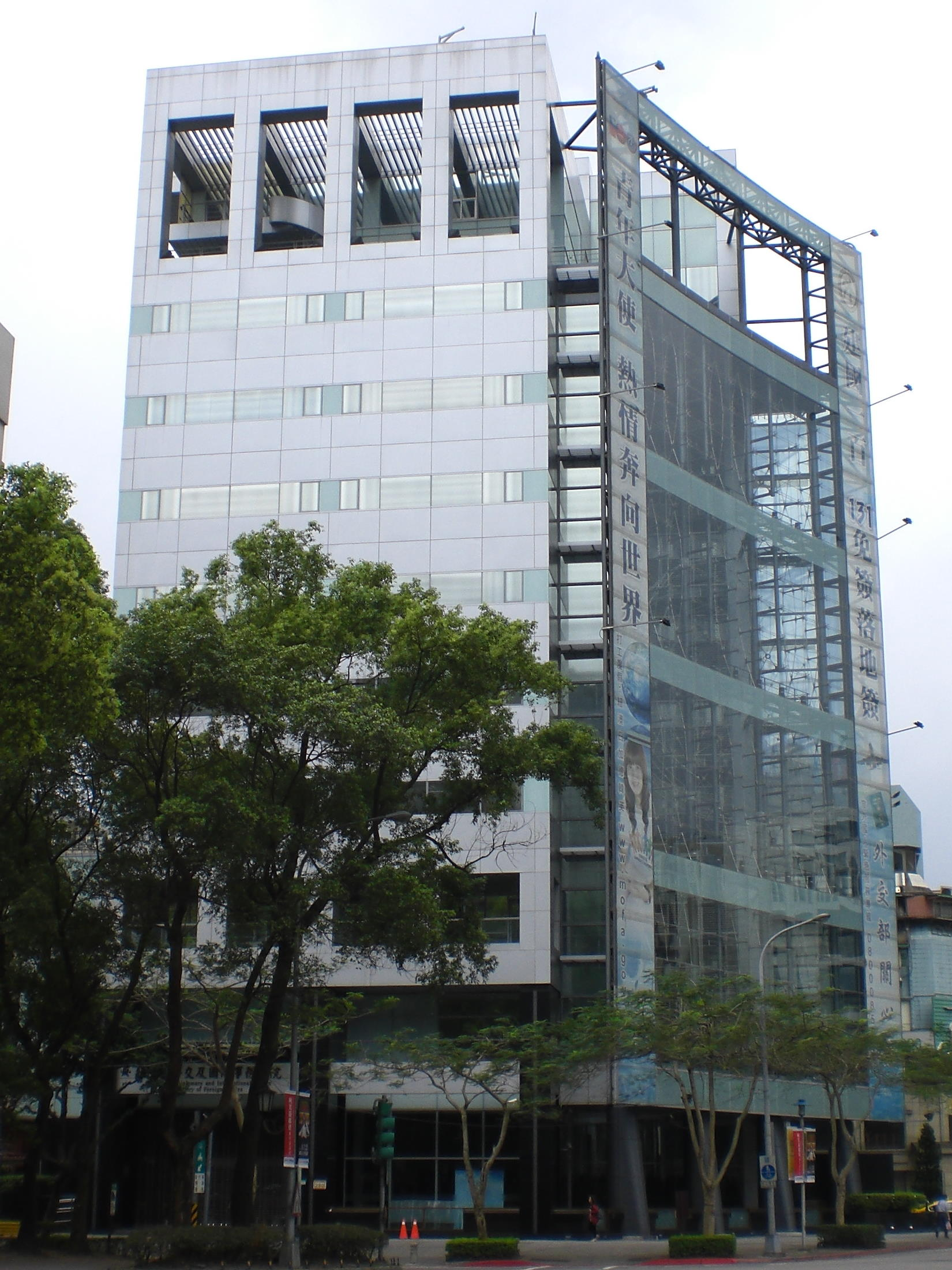
Інститут дипломатії та міжнародних відносин

МЗС КР складається з наступних відомчих структур:
- Секретаріат
- Департамент у справах Східної Азії та Океанії
- Департамент у справах Західної Азії та Африки
- Департамент у справах Європи
- Департамент у справах Північної Америки
- Департамент у справах Латинської Америки та Карибів
- Департамент з питань міжнародних договорів
- Департамент міжнародних організацій
- Департамент у справах міжнародної економічної співпраці
- Департамент міжнародних інформаційних служб
- Департамент з питань планування політики
- Департамент із загальних питань
- Відділ кадрів
- Департамент з етики державної служби
- Департамент бухгалтерського обліку
- Відділ архівів, управління інформацією та телекомунікацій
- Координаційна рада з питань громадської дипломатії
- Департамент з міжнародних справ НДО
- Управління Парламентських справ
- Бюро з консульських питань
- Інститут дипломатії та міжнародних відносин
- Асоціація відносин Східної Азії
- Координаційна рада у справах Північної Америки
- Центральний офіс Тайваню
- Південний офіс Тайваню
- Східний офіс Тайваню
- Південно-Західний офіс Тайваню

## Бюджет
Згідно зі статистичними даними, опублікованими Головним управлінням з питань бюджету, бухгалтерського обліку та статистики за 2011 рік, бюджет МЗСКР становив приблизно 10,37 % бюджету Міністерства оборони ($ 954 000 000).

## Дипломатичні відносини

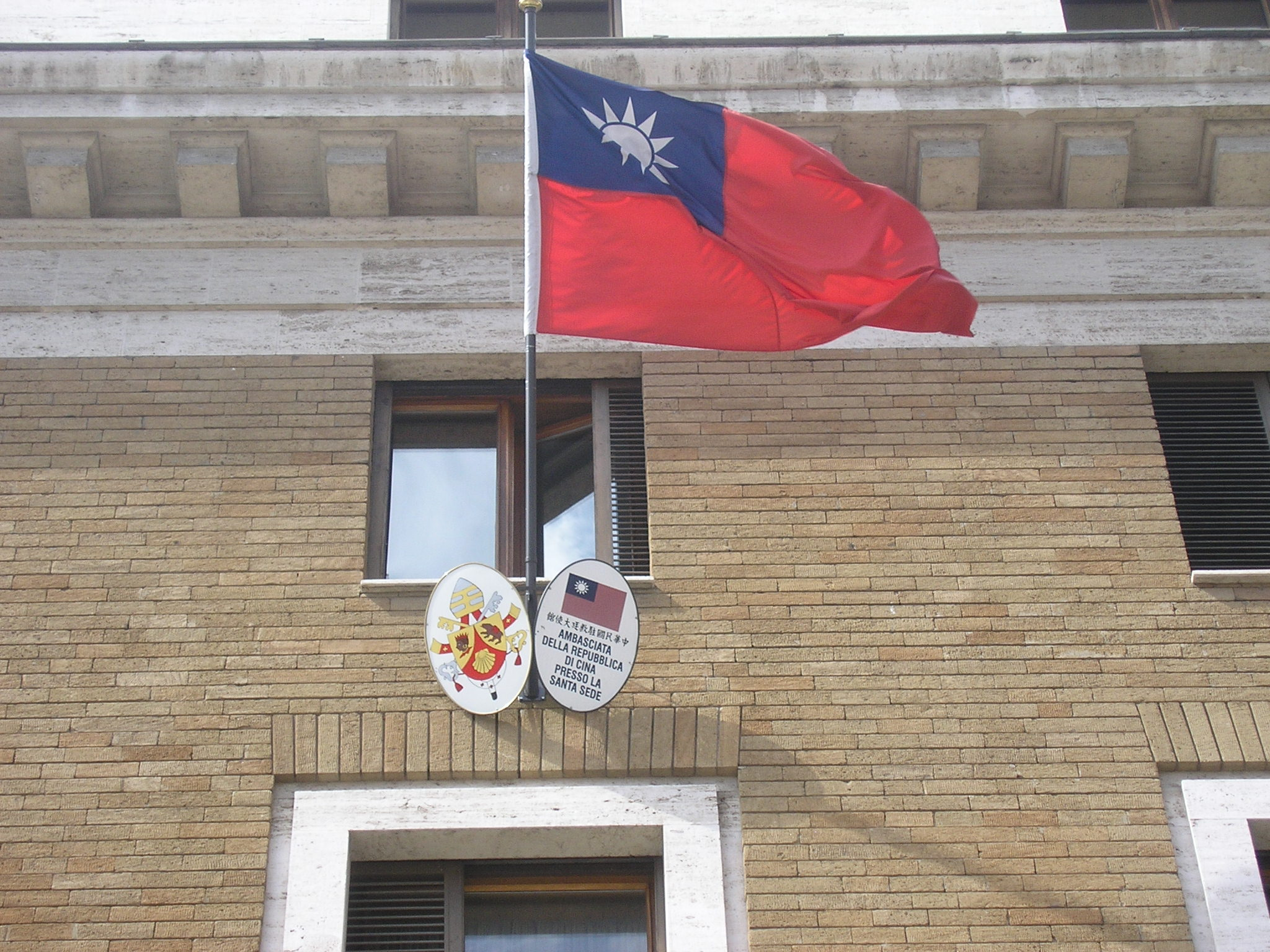
Посольство Республіки Китай у Ватикані.

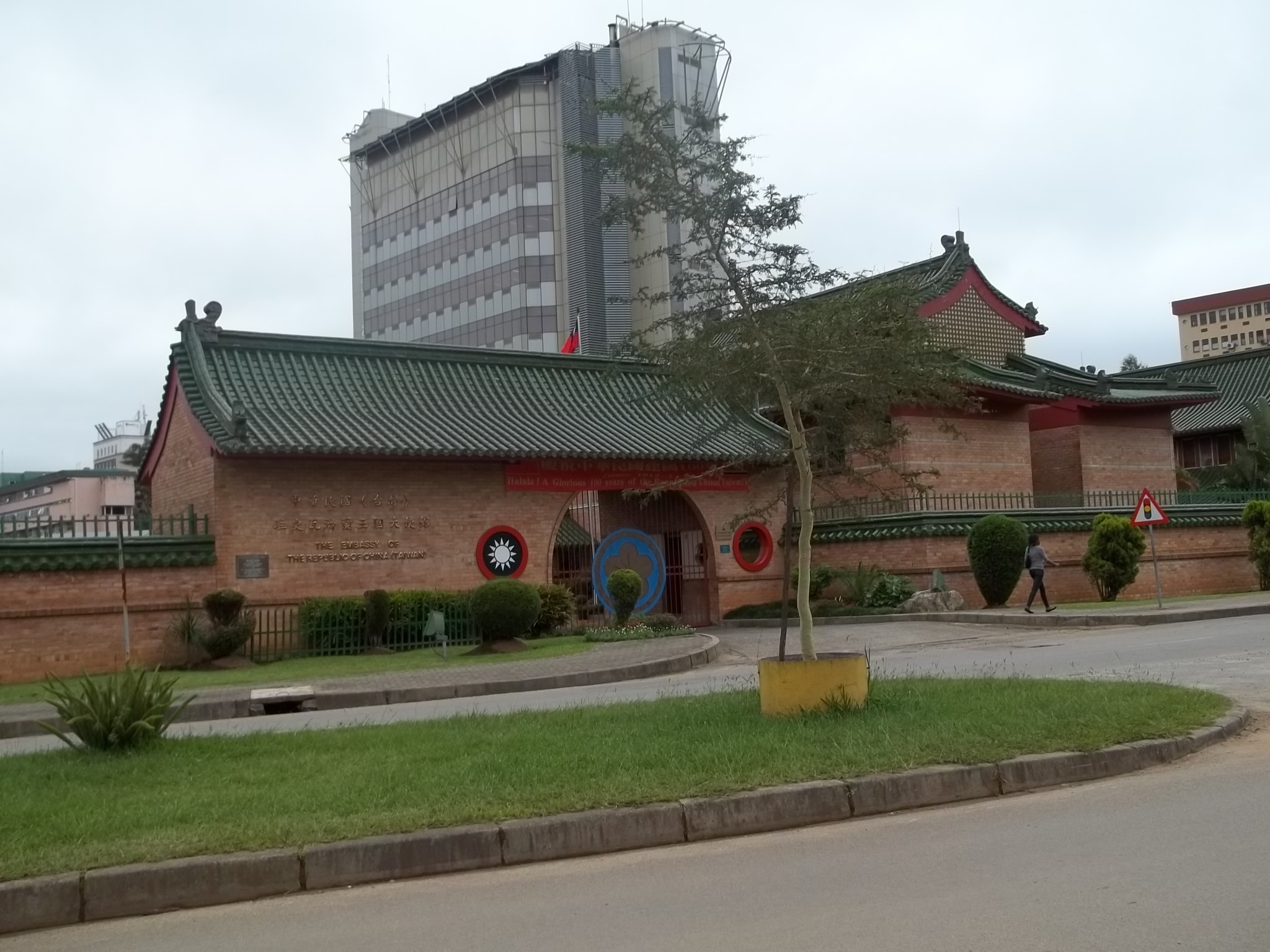
Посольство Республіки Китай у Королівстві Свазіленд.

Китайська Республіка має дипломатичні відносини з 21 країнами:
Океанія
- Палау
- Тувалу
- Маршаллові Острови
- Соломонові Острови
- Кірибаті
- Науру

Центральна та Південна Америка
- Гватемала
- Парагвай
- Сент-Вінсент і Гренадини
- Беліз
- Сальвадор
- Гаїті
- Нікарагуа
- Домініканська Республіка
- Гондурас
- Панама
- Сент-Кіттс і Невіс
- Сент-Люсія

Африка
- Буркіна-Фасо
- Есватіні

Європа
- Ватикан

У країнах, з якими Китайська Республіка не має офіційних дипломатичних відносин, Тайвань відкриває офіси економічної та культурної співпраці.